# Kanton Axat
Kanton Axat (fr. Canton d'Axat) je francouzský kanton v departementu Aude v regionu Languedoc-Roussillon. Skládá se ze 14 obcí.

## Obce kantonu
- Artigues
- Axat
- Bessède-de-Sault
- Le Bousquet
- Cailla
- Le Clat
- Counozouls
- Escouloubre
- Gincla
- Montfort-sur-Boulzane
- Puilaurens
- Roquefort-de-Sault
- Sainte-Colombe-sur-Guette
- Salvezines